# Congrès de Bourges
Le congrès de Bourges de la Confédération générale du travail s'est tenu du 12 au 18 septembre 1904. Les militants Émile Pouget et Victor Griffuelhes y feront adopter les revendications de la journée de huit heures et du repos hebdomadaire. 
Le congrès décide qu'à partir du 1er mai 1906, les ouvriers ne travailleront plus que huit heures par jour et par conséquent quitteront leur lieu de travail après la huitième heure, quoi qu'il arrive. Les manifestations de la Fête du travail de 1906 seront toutefois interdites par Clemenceau et donneront lieu à des affrontements.